# Coleophora strigiferella
Coleophora strigiferella é uma espécie de mariposa do gênero Coleophora pertencente à família Coleophoridae.